# Aspalathus vulpina
Aspalathus vulpina är en ärtväxtart som beskrevs av Rolf Martin Theodor Dahlgren. Aspalathus vulpina ingår i släktet Aspalathus och familjen ärtväxter. Inga underarter finns listade i Catalogue of Life.